# Мюнтер, Йоханна
Йоханна Элисабет Мюнтер (дат. Johanne Elisabeth Münter, урождённая Йонсон (дат. Johnson); 13 мая 1844, Рённе, Борнхольм — 27 июля 1921, Hellebæk, Хельсингёр) — датская писательница и активистка борьбы за права женщин. После поездки в Японию с мужем в 1895 году она написала несколько книг о японских женщинах, будучи сама увлечена этой страной. В 1890-х годах она принимала участие в движении за права женщин, выступая с речами о культуре и религии в Ассоциации женщин-читательниц (дат. Kvindelig Læseforening). Она также присоединилась к Датской ассоциации женской обороны (дат. Danske Kvinders Forsvarsforening) и женскому отделению Красного Креста. В 1904 году Мюнтер участвовала в учредительной конференции Международного женского избирательного альянса (IWSA) в Берлине. В 1906 году она основала и возглавила Женский избирательный клуб (дат. Kvindevalgretsklubben), который был членом Объединённого датского движения за избирательное право женщин (дат. Danske Kvindeforeningers Valgretsforbund). Она была делегатом на конференциях IWSA в Амстердаме (1908) и Лондоне (1909).

## Биография
Йоханна родилась 13 мая 1844 года в Рённе (Борнхольм). Она была дочерью судовладельца Петера Йонсона (1786—1850) и Марен Кирстин Сонне (1801—1882). В 1865 году Йоханна вышла замуж за морского офицера Александра Хермана Якоба Бальтасу Мюнтера (1837—1932).
С 1873 года она на протяжении 10 лет жила в Мальмё (Швеция), где её муж был директором верфи, а также датским консулом. В 1883 году Йоханна переехала в Копенгаген, в то время как её муж работал на Дальнем Востоке в качестве военного советника в Китае и Японии. Она всё чаще испытывала разлад со своим супругом, особенно во время своего визита в Японию в 1895 году. С другой стороны эта поездка вдохновила её на то, чтобы начать читать лекции о своих путешествиях и публиковать книги, рассказывающие о пережитом. В частности, в её работе Minder fra Japan описано положение японских женщин и своё собственное увлечение экзотическими для датчан странами.
Мюнтер заинтересовалась женским движением после Копенгагенской женской выставки 1895 года и под влиянием суфражистских кампаний в конце 1890-х годов. Она также изучала и писала о буддизме и синтоизме, которые она считала несовместимыми с христианством. В 1901 году Мюнтер опубликовала книгу «История буддизма» (дат. Buddhismens Historie), а в 1914 году — «Эзотерический буддизм» (дат. Den esoteriske Buddhisme).
Что касается женского движения, то она стала членом Датской ассоциации женской обороны и женского отделения Красного Креста. В 1904 году она участвовала в учредительной конференции Международного женского избирательного альянса (IWSA) в Берлине, а также была делегатом на конференциях IWSA в Амстердаме (1908) и Лондоне (1909). В 1906 году она основала и возглавила женскую суфражистскую организацию Женский избирательный клуб (дат. Kvindevalgretsklubben, KVK), который стал известен как «клуб Фру Мюнтер». Хотя в нём насчитывалось всего около сотни членов, многие из них были весьма влиятельными женщинами в том, что касалось избирательного права и прав человека. Он был связан с Объединённым датским движением за избирательное право женщин, где Мюнтер был международным секретарём с 1904 по 1909 год, где её сменила Тора Даугорд. Мюнтер редактировала журнал членов Женского избирательного клуба «Kvindestemmerets-Bladet» (1907—1913). Она также публиковалась в таких изданиях как Berlingske Tidende, Damernes Blad, Kvindernes Blad и Husmoderens Blad.
Йоханна Мюнтер умерла в Хеллебеке 27 июля 1921 года. Она была похоронена на Западном кладбище Копенгагена.